# Carlos José Caldeira
Carlos José Caldeira (Lisboa, 23 de Janeiro de 1811 — Lisboa, 30 de Dezembro de 1882) foi um jornalista, escritor, diplomata e político, que entre outras funções de relevo foi embaixador de Portugal em Madrid. Profundo conhecedor das questões económicas, publicou parte importante da sua obra sob aquela temática usando o pseudónimo de Veritas.

## Biografia
Nasceu em Lisboa, filho do magistrado José Vicente Caldeira do Casal Ribeiro, fidalgo cavaleiro da Casa Real e juiz da Casa da Suplicação, ao tempo o tribunal supremo de Portugal, e de Maria Henriqueta Gomes Ribeiro. Foi irmão do destacado político José Maria Caldeira do Casal Ribeiro, primeiro conde de Casal Ribeiro (Lisboa, 1825 - Madrid, 1896), também ocasional jornalista em O Republicano, bem como primo de Jerónimo José da Mata, bispo de Macau entre 1845 e 1862.
Formou-se na Academia Real da Marinha e na Aula do Comércio, iniciando uma carreira na administração pública que o levou a ser inspector general das alfândegas. Foi o primeiro director do Serviço de Estatística, ao tempo criado no seio do Ministério das Obras Públicas, Comércio e Indústria. Era profundo conhecedor da economia portuguesa e das questões económicas em geral, conhecimentos que demonstrou nos artigos publicados sob o pseudónimo de Veritas em vários periódicos, entre os quais o Arquivo Pitoresco, o Arquivo Universal, o Correio da Europa, o Diário de Notícias, a Ilustração Luso Brasileira, o Jornal do Comércio e a Revista Peninsular.
No contexto da Patuleia, foi preso em Coimbra em Outubro de 1847, junto com seu irmão, o futuro conde de Casal Ribeiro, por actividades políticas em oposição ao governo.
Quando já se aproximava dos 40 anos de idade, iniciou uma longa viagem em Junho de 1850 através dos lugares descobertos ou conquistados pelos portugueses, o que o levou através do Mediterrâneo e do Mar Vermelho até à China, onde permaneceu 16 meses, visitando diversos portos, entre os quais Hong Kong (colónia britânica recém-criada em resultado da derrota da China na Segunda Guerra do Ópio), Shangai, Cantão e Macau. Na China conheceu o diplomata espanhol Sinibaldo de Mas, com o qual manteria relação de colaboração durante muitos anos. Regressou por Singapura, Goa, Moçambique, Cabo da Boa Esperança, Luanda (Angola) e pelos Açores, chegando a Lisboa no dia 18 de Agosto de 1852.
Esta viagem teve como resultado várias obras literárias que ilustram o estilo empreendedor e reformador do autor, em especial um livro de viagens em dois volumes onde não ocultava aos seus conterrâneos o estado decadente do antigo glorioso império colonial português. Também realizou um périplo por Espanha a partir de Barcelona, que publicou em 1855 em artigos incluídos na Revista Peninsular.
Foi redactor do Boletim Oficial de Macau durante um ano (1850-1851). Como escritor e jornalista difundiu os ideais do iberismo, com destaque para os escritos políticos de espanhol Sinibaldo de Mas, com quem dirigiu o periódico bilingue Revista Peninsular, impressa em Lisboa entre 1855 e 1856.
Traduziu, anotou e publicou a terceira e última edição de A Ibéria de Sinibaldo de Mas, obra que produziu à época uma grande controvérsia ao defender os ideais da União Ibérica, que editou acompanhada por uma entusiástica biografia do autor. Nessa mesma linhas de pensamento escreveu alguns artigos no diário O Progresso. Em 1868, em vésperas da Revolução Espanhola de 1868, foram-lhe apreendidos vários dos escritos iberistas de Sinibaldo de Mas na alfândega portuguesa que trazia com o propósito de os divulgar no país, o que causou não pouco escândalo.
De carácter sério, inteligente e religioso, foi-lhe concedido por influência de seu pai o hábito da Ordem de Cristo. 

## Obras
Entre muitas outras obras dispersas, é autor das seguintes monografias:
- Apontamentos de uma viagem de Portugal á China atravez do Egypto em 1850, e descripção da gruta de Camões em Macao. Macao: China, Typ. Albion de Ino: Smith 1851.
- Considerações sobre o estado das Missões e da religião Christã na China.... Lisboa: Typ. de Borges, 1851.
- Apontamentos d'uma Viagem de Lisboa a China e da China a Lisboa. Lisboa: na Typographia de G.M. Martins, 1852 e 1853, 2 vols.
- "Fragmentos de uma viagem inédita na Península”, en Revista Peninsular, Lisboa, Typografia do Progresso, 1855, 3 entregas.